# Hadogenes minor
Espèce
Hadogenes minor est une espèce de scorpions de la famille des Hormuridae.

## Distribution
Cette espèce est endémique d'Afrique du Sud.

## Description
La femelle holotype mesure 73 mm.

## Publication originale
- Purcell, 1899 : New South African scorpions in the collection of the South African Museum. Annals of the South African Museum, vol. 1, p. 433–438 (texte intégral)